# Sełekcijne
Sełekcijne (ukr. Селекційне) – osiedle na Ukrainie, w obwodzie charkowskim, w rejonie charkowskim, w hromadzie Merefa. W 2001 liczyło 1542 mieszkańców, wśród których 1353 wskazało jako ojczysty język ukraiński, 184 rosyjski, 1 węgierski, 2 białoruski, 1 ormiański, a 1 inny.